# Страх од љубави
Страх од љубави (итал. Paura di amare) је италијанска телевизијска серија, снимана од 2010. до 2013.
У Србији се од 2019. приказује на телевизији БК.

## Синопсис
Сефано Лои, председник Лои Фарме, изгубио је трагично жену током саобраћајне несреће. Његов живот се распада. Покушао је да настави живот и да глуми доброг оца своје двоје деце, али све изгледа безнадежно без његове вољене жене. Када је упознао Азију, младу, лепу девојку студенткињу медицине, његоб породични живот се заувек мења и он добија другу прилику за љубав и срећу.

## Сезоне
| Сезона | Сезона | Број епизода | Приказивање у Италији                    | Приказивање у Србији                |
| ------ | ------ | ------------ | ---------------------------------------- | ----------------------------------- |
|        | 1      | 6            | 28. новембар 2010 — 4. децембар 2010. () | 4. март 2019 — 11. март 2019. (БК)  |
|        | 2      | 6            | 17. октобар 2013 — 22. октобар 2013. ()  | 12. март 2019 — 19. март 2019. (БК) |